# Javier de la Plaza
Francisco Javier de la Plaza Zubizarreta (Santander, 22 de octubre de 1973) es un deportista español que compitió en vela en la clase 49er.
Ganó una medalla de oro en el Campeonato Mundial de 49er de 2000 y dos medallas en el Campeonato Europeo de 49er, plata en 1999 y bronce en 2001. Participó en los Juegos Olímpicos de Sídney 2000, ocupando el cuarto lugar en la clase 49er (junto con Santiago López-Vázquez).

## Palmarés internacional
| \| Campeonato Mundial \| Campeonato Mundial \| Campeonato Mundial \| Campeonato Mundial \| \| Año \| Lugar \| Medalla \| Clase \| \| ------------------ \| ------------------- \| ------------------ \| ------------------ \| \| 2000 \| Guaymas ( México) \| Medalla de oro \| 49er \| \| Campeonato Europeo \| \| \| \| \| Año \| Lugar \| Medalla \| Clase \| \| 1999 \| Cascaes ( Portugal) \| Medalla de plata \| 49er \| \| 2001 \| Brest ( Francia) \| Medalla de bronce \| 49er \| |                     |                   |       |
| Campeonato Mundial |                     |                   |       |
| Año | Lugar               | Medalla           | Clase |
| 2000 | Guaymas ( México)   | Medalla de oro    | 49er  |
| Campeonato Europeo |                     |                   |       |
| Año | Lugar               | Medalla           | Clase |
| 1999 | Cascaes ( Portugal) | Medalla de plata  | 49er  |
| 2001 | Brest ( Francia)    | Medalla de bronce | 49er  |